# Formule 1 v roce 1975
Sezóna Formule 1 1975 byla 26. sezónou Mistrovství světa Formule 1, závodní série pořádané pod hlavičkou Mezinárodní automobilové federace (FIA). Sezóna zahrnovala 14. mistrovských a 12 nemistrovských závodů. Mistrovství světa se konalo mezi 12. lednem a 5. říjnem.
Po silném zakončení sezóny 1974 se mnoho fanoušků domnívalo, že tým Brabham je favoritem v nové sezóně. První emocionální vítězství Carlose Paceho v jeho rodném São Paulu to mělo potvrdit, ale velké opotřebení pneumatik často brzdilo vozy a původní očekávání se nenaplnilo. Ve svém druhém roce u Ferrari dostal Niki Lauda vůz Ferrari 312T, který byl technicky mnohem lepší než jakákoliv konkurence. S ním získal svůj první titul mezi jezdci s pěti výhrami a obrovským náskokem na druhé místo v šampionátu. Ferrari si domů odvezlo mistrovskou trofej pro konstruktéry. Lauda často označoval rok 1975 za „neuvěřitelný rok“.
Američan Mark Donohue zemřel v srpnu, dva dny poté, co havaroval v tréninku na Grand Prix Rakouska. Po sezóně, na konci listopadu, havarovalo letadlo týmuz Embassy Hill v Anglii a všech šest osob na palubě zahynulo, včetně majitele týmu Grahama Hilla a jezdce Tonyho Brise.

## Týmy a jezdci
| Účastník                                                      | Konstruktér     | Šasi           | Motor                                      | Pneumatiky | Číslo | Jezdci                | Závody         |
| ------------------------------------------------------------- | --------------- | -------------- | ------------------------------------------ | ---------- | ----- | --------------------- | -------------- |
| Marlboro Team Texaco                                          | McLaren-Ford    | M23            | Ford Cosworth DFV 3,0 V8                   | G          | 1     | Emerson Fittipaldi    | Vše            |
| Marlboro Team Texaco                                          | McLaren-Ford    | M23            | Ford Cosworth DFV 3,0 V8                   | G          | 2     | Jochen Mass           | Vše            |
| Elf Team Tyrrell                                              | Tyrrell-Ford    | 007            | Ford Cosworth DFV 3,0 V8                   | G          | 3     | Jody Scheckter        | Vše            |
| Elf Team Tyrrell                                              | Tyrrell-Ford    | 007            | Ford Cosworth DFV 3,0 V8                   | G          | 4     | Patrick Depailler     | Vše            |
| Elf Team Tyrrell                                              | Tyrrell-Ford    | 007            | Ford Cosworth DFV 3,0 V8                   | G          | 15    | Jean-Pierre Jabouille | 9              |
| Elf Team Tyrrell                                              | Tyrrell-Ford    | 007            | Ford Cosworth DFV 3,0 V8                   | G          | 15    | Michel Leclère        | 14             |
| John Player Team Lotus                                        | Lotus-Ford      | 72E            | Ford Cosworth DFV 3,0 V8                   | G          | 5     | Ronnie Peterson       | Vše            |
| John Player Team Lotus                                        | Lotus-Ford      | 72E            | Ford Cosworth DFV 3,0 V8                   | G          | 6     | Jacky Ickx            | 1–9            |
| John Player Team Lotus                                        | Lotus-Ford      | 72E            | Ford Cosworth DFV 3,0 V8                   | G          | 6     | Jim Crawford          | 10, 13         |
| John Player Team Lotus                                        | Lotus-Ford      | 72E            | Ford Cosworth DFV 3,0 V8                   | G          | 6     | John Watson           | 11             |
| John Player Team Lotus                                        | Lotus-Ford      | 72E            | Ford Cosworth DFV 3,0 V8                   | G          | 6     | Brian Henton          | 12, 14         |
| John Player Team Lotus                                        | Lotus-Ford      | 72E            | Ford Cosworth DFV 3,0 V8                   | G          | 15    | Brian Henton          | 10             |
| Martini Racing                                                | Brabham-Ford    | BT44B          | Ford Cosworth DFV 3,0 V8                   | G          | 7     | Carlos Reutemann      | Vše            |
| Martini Racing                                                | Brabham-Ford    | BT44B          | Ford Cosworth DFV 3,0 V8                   | G          | 8     | Carlos Pace           | Vše            |
| Beta Team March Lavazza March                                 | March-Ford      | 741 751        | Ford Cosworth DFV 3,0 V8                   | G          | 9     | Vittorio Brambilla    | Vše            |
| Beta Team March Lavazza March                                 | March-Ford      | 741 751        | Ford Cosworth DFV 3,0 V8                   | G          | 10    | Lella Lombardi        | 3–9            |
| Beta Team March Lavazza March                                 | March-Ford      | 741 751        | Ford Cosworth DFV 3,0 V8                   | G          | 10    | Hans-Joachim Stuck    | 10–14          |
| Beta Team March Lavazza March                                 | March-Ford      | 741 751        | Ford Cosworth DFV 3,0 V8                   | G          | 29    | Lella Lombardi        | 10–13          |
| Scuderia Ferrari SpA SEFAC                                    | Ferrari         | 312B3-74 312T  | Ferrari 001/11 3,0 F12 Ferrari 015 3,0 F12 | G          | 11    | Clay Regazzoni        | Vše            |
| Scuderia Ferrari SpA SEFAC                                    | Ferrari         | 312B3-74 312T  | Ferrari 001/11 3,0 F12 Ferrari 015 3,0 F12 | G          | 12    | Niki Lauda            | Vše            |
| Stanley-BRM                                                   | BRM             | P201           | BRM P200 3,0 V12                           | G          | 14    | Mike Wilds            | 1–2            |
| Stanley-BRM                                                   | BRM             | P201           | BRM P200 3,0 V12                           | G          | 14    | Bob Evans             | 3–9, 12–13     |
| UOP Shadow Racing                                             | Shadow-Ford     | DN3B DN5       | Ford Cosworth DFV 3,0 V8                   | G          | 16    | Tom Pryce             | Vše            |
| UOP Shadow Racing                                             | Shadow-Ford     | DN3B DN5       | Ford Cosworth DFV 3,0 V8                   | G          | 17    | Jean-Pierre Jarier    | 1–11, 14       |
| UOP Shadow Racing                                             | Shadow-Matra    | DN7            | Matra MS73 3,0 V12                         | G          | 17    | Jean-Pierre Jarier    | 12–13          |
| Matchbox Team Surtees National Organs Team Surtees            | Surtees-Ford    | TS16           | Ford Cosworth DFV 3,0 V8                   | G          | 18    | John Watson           | 1–10, 12       |
| Matchbox Team Surtees National Organs Team Surtees            | Surtees-Ford    | TS16           | Ford Cosworth DFV 3,0 V8                   | G          | 19    | Dave Morgan           | 10             |
| HB Bewaking Team Ensign                                       | Ensign-Ford     | N174 N175      | Ford Cosworth DFV 3,0 V8                   | G          | 19    | Gijs van Lennep       | 11             |
| HB Bewaking Team Ensign                                       | Ensign-Ford     | N174 N175      | Ford Cosworth DFV 3,0 V8                   | G          | 31    | Gijs van Lennep       | 8–9            |
| HB Bewaking Team Ensign                                       | Ensign-Ford     | N174 N175      | Ford Cosworth DFV 3,0 V8                   | G          | 31    | Roelof Wunderink      | 4–5, 10, 13–14 |
| HB Bewaking Team Ensign                                       | Ensign-Ford     | N174 N175      | Ford Cosworth DFV 3,0 V8                   | G          | 31    | Chris Amon            | 12             |
| HB Bewaking Team Ensign                                       | Ensign-Ford     | N174 N175      | Ford Cosworth DFV 3,0 V8                   | G          | 32    | Chris Amon            | 13             |
| HB Bewaking Team Ensign                                       | Ensign-Ford     | N174 N175      | Ford Cosworth DFV 3,0 V8                   | G          | 33    | Roelof Wunderink      | 12             |
| Frank Williams Racing Cars Williams Ambrozium H7 Racing       | Williams-Ford   | FW FW04        | Ford Cosworth DFV 3,0 V8                   | G          | 20    | Arturo Merzario       | 1–6            |
| Frank Williams Racing Cars Williams Ambrozium H7 Racing       | Williams-Ford   | FW FW04        | Ford Cosworth DFV 3,0 V8                   | G          | 20    | Damien Magee          | 7              |
| Frank Williams Racing Cars Williams Ambrozium H7 Racing       | Williams-Ford   | FW FW04        | Ford Cosworth DFV 3,0 V8                   | G          | 20    | Ian Scheckter         | 8              |
| Frank Williams Racing Cars Williams Ambrozium H7 Racing       | Williams-Ford   | FW FW04        | Ford Cosworth DFV 3,0 V8                   | G          | 20    | François Migault      | 9              |
| Frank Williams Racing Cars Williams Ambrozium H7 Racing       | Williams-Ford   | FW FW04        | Ford Cosworth DFV 3,0 V8                   | G          | 20    | Ian Ashley            | 11             |
| Frank Williams Racing Cars Williams Ambrozium H7 Racing       | Williams-Ford   | FW FW04        | Ford Cosworth DFV 3,0 V8                   | G          | 20    | Jo Vonlanthen         | 12             |
| Frank Williams Racing Cars Williams Ambrozium H7 Racing       | Williams-Ford   | FW FW04        | Ford Cosworth DFV 3,0 V8                   | G          | 20    | Renzo Zorzi           | 13             |
| Frank Williams Racing Cars Williams Ambrozium H7 Racing       | Williams-Ford   | FW FW04        | Ford Cosworth DFV 3,0 V8                   | G          | 20    | Lella Lombardi        | 14             |
| Frank Williams Racing Cars Williams Ambrozium H7 Racing       | Williams-Ford   | FW FW04        | Ford Cosworth DFV 3,0 V8                   | G          | 21    | Ian Scheckter         | 7              |
| Frank Williams Racing Cars Williams Ambrozium H7 Racing       | Williams-Ford   | FW FW04        | Ford Cosworth DFV 3,0 V8                   | G          | 21    | Jacques Laffite       | 1–3, 5–6, 8–14 |
| Frank Williams Racing Cars Williams Ambrozium H7 Racing       | Williams-Ford   | FW FW04        | Ford Cosworth DFV 3,0 V8                   | G          | 21    | Tony Brise            | 4              |
| Embassy Racing with Graham Hill                               | Lola-Ford       | T370 T371      | Ford Cosworth DFV 3,0 V8                   | G          | 22    | Graham Hill           | 1–3            |
| Embassy Racing with Graham Hill                               | Lola-Ford       | T370 T371      | Ford Cosworth DFV 3,0 V8                   | G          | 23    | Rolf Stommelen        | 1–3            |
| Embassy Racing with Graham Hill                               | Hill-Ford       | GH1            | Ford Cosworth DFV 3,0 V8                   | G          | 22    | Rolf Stommelen        | 4, 12–13       |
| Embassy Racing with Graham Hill                               | Hill-Ford       | GH1            | Ford Cosworth DFV 3,0 V8                   | G          | 22    | François Migault      | 6              |
| Embassy Racing with Graham Hill                               | Hill-Ford       | GH1            | Ford Cosworth DFV 3,0 V8                   | G          | 22    | Vern Schuppan         | 7              |
| Embassy Racing with Graham Hill                               | Hill-Ford       | GH1            | Ford Cosworth DFV 3,0 V8                   | G          | 22    | Alan Jones            | 8–11           |
| Embassy Racing with Graham Hill                               | Hill-Ford       | GH1            | Ford Cosworth DFV 3,0 V8                   | G          | 23    | François Migault      | 4              |
| Embassy Racing with Graham Hill                               | Hill-Ford       | GH1            | Ford Cosworth DFV 3,0 V8                   | G          | 23    | Graham Hill           | 5              |
| Embassy Racing with Graham Hill                               | Hill-Ford       | GH1            | Ford Cosworth DFV 3,0 V8                   | G          | 23    | Tony Brise            | 6–14           |
| Hesketh Racing Warsteiner Brewery Polar Caravans              | Hesketh-Ford    | 308 308B 308C  | Ford Cosworth DFV 3,0 V8                   | G          | 24    | James Hunt            | Vše            |
| Hesketh Racing Warsteiner Brewery Polar Caravans              | Hesketh-Ford    | 308 308B 308C  | Ford Cosworth DFV 3,0 V8                   | G          | 25    | Torsten Palm          | 5              |
| Hesketh Racing Warsteiner Brewery Polar Caravans              | Hesketh-Ford    | 308 308B 308C  | Ford Cosworth DFV 3,0 V8                   | G          | 25    | Harald Ertl           | 11             |
| Hesketh Racing Warsteiner Brewery Polar Caravans              | Hesketh-Ford    | 308 308B 308C  | Ford Cosworth DFV 3,0 V8                   | G          | 25    | Brett Lunger          | 12–14          |
| Hesketh Racing Warsteiner Brewery Polar Caravans              | Hesketh-Ford    | 308 308B 308C  | Ford Cosworth DFV 3,0 V8                   | G          | 32    | Torsten Palm          | 7              |
| Hesketh Racing Warsteiner Brewery Polar Caravans              | Hesketh-Ford    | 308 308B 308C  | Ford Cosworth DFV 3,0 V8                   | G          | 32    | Harald Ertl           | 12             |
| Hesketh Racing Warsteiner Brewery Polar Caravans              | Hesketh-Ford    | 308 308B 308C  | Ford Cosworth DFV 3,0 V8                   | G          | 34    | Harald Ertl           | 13             |
| Custom Made Harry Stiller Racing                              | Hesketh-Ford    | 308B           | Ford Cosworth DFV 3,0 V8                   | G          | 25    | Alan Jones            | 4              |
| Custom Made Harry Stiller Racing                              | Hesketh-Ford    | 308B           | Ford Cosworth DFV 3,0 V8                   | G          | 26    | Alan Jones            | 5–7            |
| Vel's Parnelli Jones Racing                                   | Parnelli-Ford   | VPJ4           | Ford Cosworth DFV 3,0 V8                   | F G        | 27    | Mario Andretti        | 1–5, 7, 9–14   |
| First National City Bank Team                                 | March-Ford      | 751            | Ford Cosworth DFV 3,0 V8                   | G          | 28    | Mark Donohue          | 10–12          |
| First National City Bank Team                                 | Penske-Ford     | PC1            | Ford Cosworth DFV 3,0 V8                   | G          | 28    | Mark Donohue          | 1–9            |
| First National City Bank Team                                 | Penske-Ford     | PC1            | Ford Cosworth DFV 3,0 V8                   | G          | 28    | John Watson           | 14             |
| Oreste Berta                                                  | Berta-Ford      | F1             | Ford Cosworth DFV 3,0 V8                   | G          | 29    | Nestor García-Veiga   | 1–2            |
| Copersucar Fittipaldi                                         | Fittipaldi-Ford | FD01 FD02 FD03 | Ford Cosworth DFV 3,0 V8                   | G          | 30    | Wilson Fittipaldi     | 1–12, 14       |
| Copersucar Fittipaldi                                         | Fittipaldi-Ford | FD01 FD02 FD03 | Ford Cosworth DFV 3,0 V8                   | G          | 30    | Arturo Merzario       | 13             |
| Lucky Strike Racing                                           | McLaren-Ford    | M23            | Ford Cosworth DFV 3,0 V8                   | G          | 31    | Dave Charlton         | 3              |
| Lexington Racing                                              | Tyrrell-Ford    | 007            | Ford Cosworth DFV 3,0 V8                   | G          | 32    | Ian Scheckter         | 3              |
| Pinch Plant (Ltd)                                             | Lyncar-Ford     | 006            | Ford Cosworth DFV 3,0 V8                   | G          | 32    | John Nicholson        | 10             |
| Team Gunston                                                  | Lotus-Ford      | 72E            | Ford Cosworth DFV 3,0 V8                   | G          | 33    | Eddie Keizan          | 3              |
| Team Gunston                                                  | Lotus-Ford      | 72E            | Ford Cosworth DFV 3,0 V8                   | G          | 34    | Guy Tunmer            | 3              |
| Citizen Maki F1 Citizen Maki Engineering Citizen Maki F1-Team | Maki-Ford       | F101C          | Ford Cosworth DFV 3,0 V8                   | F G        | 35    | Dave Walker           | 6-7            |
| Citizen Maki F1 Citizen Maki Engineering Citizen Maki F1-Team | Maki-Ford       | F101C          | Ford Cosworth DFV 3,0 V8                   | F G        | 35    | Hiroši Fušida         | 8, 10          |
| Citizen Maki F1 Citizen Maki Engineering Citizen Maki F1-Team | Maki-Ford       | F101C          | Ford Cosworth DFV 3,0 V8                   | F G        | 35    | Tony Trimmer          | 11–13          |

### Změny před sezónou
- Williams ztratil sponzorství od Iso a Marlboro a poprvé přihlásil oba dva vozy pod svým vlastním jménem.
- Wilson Fittipaldi, který jezdil za Brabham v letech 1972 a 1973, vstoupil do této sezóny s vlastním týmem a šasi. Vůz sám řídil a během roku stihl uvést dvě nové verze vozu.
- Denny Hulme odešel na konci sezóny [[Formule 1 v roce {{{1}}}|{{{1}}}]]. Jochen Mass, který už jel poslední dva závody minulé sezóny za McLaren, s týmem podepsal smlouvu na celou sezónu.
- March podepsal Lellu Lombardi, čímž se stala první ženou, která se kvalifikovala v závodě Formule 1 od Marie Teresy de Filippis v roce 1958.
- John Watson podepsal smlouvu se Surtees poté, co v roce 1974 nastoupil do všech závodů v soukromém Brabhamu.

### Změny během sezóny
- Po dvou závodech Bob Evans nahradil Mikea Wildse v BRM, Jacky Ickx opustil Lotus v polovině sezóny.
- Společnost Embassy Racing, vlastněná Grahamem Hillem, přihlásila do prvních tří závodů šasi Lola a poté své první šasi Hill. Jediným rozdílem však bylo zaměstnání jejich konstruktéra a následné pojmenování šasi.[8][9][10]
- Ensign vynechal první část sezóny, ale vrátil se s duem nizozemských jezdců Roelofem Wunderinkem a Gijsem van Lennepem po novém sponzorství nizozemskou bezpečnostní společnosti HB Bewaking.
- John Nicholson vyhrál v letech 1973 a 1974 British Formula Atlantic Championship s Lyncarem 005, než debutoval Grand Prix Velké Británie 1975 s šasi Formule 1 provozovaným Lyncarem. Zkoušel to také v sezóně [[Formule 1 v roce {{{1}}}|{{{1}}}]], ale nepodařilo se mu to kvalifikovat.
- Tým Shadow vyzkoušel motor V12 Matry ve dvou závodech, ale Jean-Pierre Jarier v obou případech odstoupil.
- Američan Mark Donohue zemřel v srpnu, dva dny poté, co havaroval v tréninku na Grand Prix Rakouska.[2][3][4] John Watson byl propuštěn ze Surtees, aby jezdil za Penske a zůstal u amerického týmu i v roce 1976.
- Ke konci roku 1974 Chris Amon opustil svůj vlastní tým a odjel dva závody pro tým BRM. Ke konci sezóny 1975 se vrátil do Formule 1 s Ensignem.

## Kalendář
| Pořadí | Grand Prix                       | Okruh                                        | Datum        |
| ------ | -------------------------------- | -------------------------------------------- | ------------ |
| 1      | Grand Prix Argentiny             | Autódromo Oscar Alfredo Gálvez, Buenos Aires | 12. leden    |
| 2      | Grand Prix Brazílie              | Autodromo de Interlagos, São Paulo           | 26. leden    |
| 3      | Grand Prix Jihoafrické republiky | Kyalami Grand Prix Circuit, Midrand          | 1. březen    |
| 4      | Grand Prix Španělska             | Montjuïc circuit, Barcelona                  | 27. duben    |
| 5      | Grand Prix Monaka                | Circuit de Monaco, Monte Carlo               | 11. květen   |
| 6      | Grand Prix Belgie                | Circuit Zolder, Heusden-Zolder               | 25. květen   |
| 7      | Grand Prix Švédska               | Scandinavian Raceway, Anderstorp             | 8. červen    |
| 8      | Grand Prix Nizozemska            | Circuit Zandvoort, Zandvoort                 | 22. červen   |
| 9      | Grand Prix Francie               | Paul Ricard Circuit, Le Castellet            | 6. červenec  |
| 10     | Grand Prix Velké Británie        | Silverstone Circuit, Silverstone             | 19. červenec |
| 11     | Grand Prix Německa               | Nürburgring, Nürburg                         | 3. srpen     |
| 12     | Grand Prix Rakouska              | Österreichring, Spielberg                    | 17. srpen    |
| 13     | Grand Prix Itálie                | Autodromo Nazionale di Monza, Monza          | 7. září      |
| 14     | Grand Prix USA                   | Watkins Glen International, New York         | 5. říjen     |

### Změny v kalendáři
- Grand Prix Španělska byla přesunuta z Jaramy do Montjuïc v rámci střídání události mezi dvěma okruhy. Stejně tak byla Grand Prix Francie přesunuta z Dijon-Prenois na Circuit Paul-Ricard a Grand Prix Velké Británie byla přesunuta z Brands Hatch na Silverstone.
- Grand Prix Belgie a Grand Prix Monaka si vyměnily místa v kalendáři, takže závod v Monaku následoval po závodě v Belgii.
- Grand Prix Kanady měla být původně předposledním závodem sezóny 1975, ale byla zrušena kvůli malému sporu mezi Asociací konstruktérů Formule 1 a Mosport Parkem ohledně plateb.[11]

## Změny předpisů
- Byly povinné ohnivzdorné závodní obleky.[12][13][14]
- Na různých okruzích byla vytvořena a realizována koncepce stanovišť traťových komisařů s obslužnými komunikacemi vedoucími na ně a z nich. Od nynějška také museli traťoví komisaři nacvičovat vyprošťování jezdců z vozu.[13][14]

## Shrnutí sezóny
První dva závody v sezóně, které se jely na jihoamerickém kontinentu, byly ve znamení brazilských pilotů. V Argentině zvítězil úřadující mistr světa Emerson Fittipaldi a na domácí půdě dojel na druhém místě za svým krajanem Carlosem Pacem. Celý kolotoč velkých cen se přesunul do Jihoafrické republiky, kde celý závod ovládl domácí idol Jody Scheckter.
Poté přišla na řadu Evropa a i evropští jezdci. První evropský závod, Grand Prix Španělska, nedopadl vůbec dobře. Stávka jezdců, přerušený závod, chyby pořadatelů a funkcionářů FIA, ale především pět mrtvých a devět zraněných diváků. Jezdci ještě před zahájením prvního tréninku protestovali proti nedostatečným bezpečnostním opatřením na trati, kde upozorňovali především na chybějící svodidla nebo na jejich nedostatečné upevnění a odmítli startovat. Situace byla napjatá, na protest proti uskutečnění závodu nestartoval Emerson Fittipaldi. Nakonec do závodu nastoupilo 25 jezdců spolu s jedinou ženou Lelou Lombardiovou. Obavy jezdců se naplnily v 25. kole závodu, kdy došlo k tragické nehodě, vůz týmu Grahama Hilla řízený Rolfem Stommelenem, přišel v rychlosti okolo 200 km/h o stabilizátor, havaroval a dopadl mezi diváky. Bilance byla hrozivá na místě přišlo pět lidí o život a dalších devět bylo zraněno. Stommelen byl se zlomenou rukou a nohou dopraven do nemocnice. Závod pokračoval dál a až ve 29. kole byl zastaven.
Mistrovství světa pokračovalo závody v Monaku, Belgii a Švédsku, kde si pořadatelé vzali ponaučení z tragické Grand Prix Španělska a všechna bezpečnostní opatření byla bezchybná. Ve všech třech závodech exceloval Niki Lauda na novém Ferrari 312T a dostal se tak do vedení šampionátu. Dalším evropským závodem byla Grand Prix Nizozemska, která začínala na mokré trati a končila na suchu, v jejím průběhu proto jezdci přezouvali na pneumatiky do sucha. Překvapivě zvítězil James Hunt o pouhou sekundu před Laudou. Ve Francii znovu dominoval způsobem start–cíl Niki Lauda a zvýšil tak svůj náskok v čele šampionátu na 22 bodů.
Nejzajímavějším závodem sezóny byla Grand Prix Velké Británie. Na okruhu v Silverstone pršelo a čelo závodu se celkem devětkrát změnilo a navíc v 56. kole došlo k hromadné havarii osmi jezdců a závod byl proto 12 kol před koncem ukončen. Jezdci pak byli klasifikováni podle umístění v jakém projeli 55. kolem. Zvítězil tedy Emerson Fittipaldi a oživil tak naději na obhajobu titulu, protože Lauda dojel až osmý. Do Německého Zeleného pekla, jak je nazýván Nürburgring, nastoupil jako favorit Niki Lauda, který také až do poloviny závodu vedl, ale pak přišly problémy s pneumatikami a Lauda nakonec dojel třetí. Z vítězství se radoval Carlos Reutemann. Během Grand Prix Německa bylo oznámeno, že se z finančních důvodů ruší Grand Prix Kanady. Österreichring, který hostil Grand Prix Rakouska, byl opět svědkem tragické události, během tréninku havaroval Američan Mark Donohue a svým zraněním později v nemocnici podlehl. Donohue died two days later, and one of the marshals also died. Další nepříjemnou událostí, která ovlivnila samotný závod, byl hustý déšť a závod musel být ve 29. kole ukončen a stejně jako ve Španělsku, byl udělován jen poloviční počet bodů. Vítězem se stal Vittorio Brambilla. Bylo více než pravděpodobné, že se o mistru světa opět rozhodne v italské Monze, kde Niki Lauda potřeboval získat alespoň půl bodu. V kvalifikaci nenechal nic náhodě a vybojoval si pole position. V závodě jel velmi obezřetně, neutočil na vedoucího Claye Regazzoniho a bez jakéhokoliv odporu přepustil druhé místo Fittipaldim, čímž mu třetí místo zajistilo titul. Ve Watkins Glen šlo už jen o prestiž a Niki Lauda dokázal, že titul mistra světa získal oprávněně a závod ovládl.

## Výsledky a pořadí

### Grands Prix
| Pořadí | Grand Prix                       | Pole position      | Nejrychlejší kolo  | Vítěz závodu       | Vítězný tým  | Výsledky |
| ------ | -------------------------------- | ------------------ | ------------------ | ------------------ | ------------ | -------- |
| 1      | Grand Prix Argentiny             | Jean-Pierre Jarier | James Hunt         | Emerson Fittipaldi | McLaren-Ford | Výsledky |
| 2      | Grand Prix Brazílie              | Jean-Pierre Jarier | Jean-Pierre Jarier | Carlos Pace        | Brabham-Ford | Výsledky |
| 3      | Grand Prix Jihoafrické republiky | Carlos Pace        | Carlos Pace        | Jody Scheckter     | Tyrrell-Ford | Výsledky |
| 4      | Grand Prix Španělska             | Niki Lauda         | Mario Andretti     | Jochen Mass        | McLaren-Ford | Výsledky |
| 5      | Grand Prix Monaka                | Niki Lauda         | Patrick Depailler  | Niki Lauda         | Ferrari      | Výsledky |
| 6      | Grand Prix Belgie                | Niki Lauda         | Clay Regazzoni     | Niki Lauda         | Ferrari      | Výsledky |
| 7      | Grand Prix Švédska               | Vittorio Brambilla | Niki Lauda         | Niki Lauda         | Ferrari      | Výsledky |
| 8      | Grand Prix Nizozemska            | Niki Lauda         | Niki Lauda         | James Hunt         | Hesketh-Ford | Výsledky |
| 9      | Grand Prix Francie               | Niki Lauda         | Jochen Mass        | Niki Lauda         | Ferrari      | Výsledky |
| 10     | Grand Prix Velké Británie        | Tom Pryce          | Clay Regazzoni     | Emerson Fittipaldi | McLaren-Ford | Výsledky |
| 11     | Grand Prix Německa               | Niki Lauda         | Clay Regazzoni     | Carlos Reutemann   | Brabham-Ford | Výsledky |
| 12     | Grand Prix Rakouska              | Niki Lauda         | Vittorio Brambilla | Vittorio Brambilla | March-Ford   | Výsledky |
| 13     | Grand Prix Itálie                | Niki Lauda         | Clay Regazzoni     | Clay Regazzoni     | Ferrari      | Výsledky |
| 14     | Grand Prix USA                   | Niki Lauda         | Emerson Fittipaldi | Niki Lauda         | Ferrari      | Výsledky |

### Bodový systém
Body získalo šest nejlepších klasifikovaných jezdců. Mezinárodní pohár konstruktérů započítával pouze body jezdce s nejvyšším umístěním v každém závodě. Pro Mistrovství i Pohár se počítalo šest nejlepších výsledků z kol 1-7 a šest nejlepších výsledků z kol 8-14.
Čísla bez závorek jsou mistrovské body a čísla v závorkách představují celkový počet získaných bodů. Body byly udělovány v následujícím systému:
| Umístění | 1. | 2. | 3. | 4. | 5. | 6. |
| -------- | -- | -- | -- | -- | -- | -- |
| Body     | 9  | 6  | 4  | 3  | 2  | 1  |
| Zdroj:   |    |    |    |    |    |    |

### Pořadí jedzců
| Poř. | Jezdec                | ARG | BRA | RSA | ESP‡ | MON | BEL | SWE | NED | FRA | GBR | GER | AUT‡ | ITA | USA | Body |
| ---- | --------------------- | --- | --- | --- | ---- | --- | --- | --- | --- | --- | --- | --- | ---- | --- | --- | ---- |
| 1    | Niki Lauda            | 6   | 5   | 5   | Ret  | 1   | 1   | 1   | 2   | 1   | 8   | 3   | 6    | 3   | 1   | 64.5 |
| 2    | Emerson Fittipaldi    | 1   | 2   | NC  | DNS  | 2   | 7   | 8   | Ret | 4   | 1   | Ret | 9    | 2   | 2   | 45   |
| 3    | Carlos Reutemann      | 3   | 8   | 2   | 3    | 9   | 3   | 2   | 4   | 14  | Ret | 1   | 14   | 4   | Ret | 37   |
| 4    | James Hunt            | 2   | 6   | Ret | Ret  | Ret | Ret | Ret | 1   | 2   | 4   | Ret | 2    | 5   | 4   | 33   |
| 5    | Clay Regazzoni        | 4   | 4   | 16  | NC   | Ret | 5   | 3   | 3   | Ret | 13  | Ret | 7    | 1   | Ret | 25   |
| 6    | Carlos Pace           | Ret | 1   | 4   | Ret  | 3   | 8   | Ret | 5   | Ret | 2   | Ret | Ret  | Ret | Ret | 24   |
| 7    | Jody Scheckter        | 11  | Ret | 1   | Ret  | 7   | 2   | 7   | 16  | 9   | 3   | Ret | 8    | 8   | 6   | 20   |
| 8    | Jochen Mass           | 14  | 3   | 6   | 1    | 6   | Ret | Ret | Ret | 3   | 7   | Ret | 4    | Ret | 3   | 20   |
| 9    | Patrick Depailler     | 5   | Ret | 3   | Ret  | 5   | 4   | 12  | 9   | 6   | 9   | 9   | 11   | 7   | Ret | 12   |
| 10   | Tom Pryce             | 12  | Ret | 9   | Ret  | Ret | 6   | Ret | 6   | Ret | Ret | 4   | 3    | 6   | NC  | 8    |
| 11   | Vittorio Brambilla    | 9   | Ret | Ret | 5    | Ret | Ret | Ret | Ret | Ret | 6   | Ret | 1    | Ret | 7   | 6.5  |
| 12   | Jacques Laffite       | Ret | 11  | NC  |      | DNQ | Ret |     | Ret | 11  | Ret | 2   | Ret  | Ret | DNS | 6    |
| 13   | Ronnie Peterson       | Ret | 15  | 10  | Ret  | 4   | Ret | 9   | 15  | 10  | Ret | Ret | 5    | Ret | 5   | 6    |
| 14   | Mario Andretti        | Ret | 7   | 17  | Ret  | Ret |     | 4   |     | 5   | 12  | 10  | Ret  | Ret | Ret | 5    |
| 15   | Mark Donohue          | 7   | Ret | 8   | Ret  | Ret | 11  | 5   | 8   | Ret | 5   | Ret | DNS  |     |     | 4    |
| 16   | Jacky Ickx            | 8   | 9   | 12  | 2    | 8   | Ret | 15  | Ret | Ret |     |     |      |     |     | 3    |
| 17   | Alan Jones            |     |     |     | Ret  | Ret | Ret | 11  | 13  | 16  | 10  | 5   |      |     |     | 2    |
| 18   | Jean-Pierre Jarier    | DNS | Ret | Ret | 4    | Ret | Ret | Ret | Ret | 8   | 14  | Ret | Ret  | Ret | Ret | 1.5  |
| 19   | Tony Brise            |     |     |     | 7    |     | Ret | 6   | 7   | 7   | 15  | Ret | 15   | Ret | Ret | 1    |
| 20   | Gijs van Lennep       |     |     |     |      |     |     |     | 10  | 15  |     | 6   |      |     |     | 1    |
| 21   | Lella Lombardi        |     |     | Ret | 6    | DNQ | Ret | Ret | 14  | 18  | Ret | 7   | 17   | Ret | DNS | 0.5  |
| —    | Rolf Stommelen        | 13  | 14  | 7   | Ret  |     |     |     |     |     |     |     | 16   | Ret |     | 0    |
| —    | John Watson           | DSQ | 10  | Ret | 8    | Ret | 10  | 16  | Ret | 13  | 11  | Ret | 10   |     | 9   | 0    |
| —    | Harald Ertl           |     |     |     |      |     |     |     |     |     |     | 8   | Ret  | 9   |     | 0    |
| —    | Hans-Joachim Stuck    |     |     |     |      |     |     |     |     |     | Ret | Ret | Ret  | Ret | 8   | 0    |
| —    | Bob Evans             |     |     | 15  | Ret  | DNQ | 9   | 13  | Ret | 17  |     |     | Ret  | Ret |     | 0    |
| —    | Wilson Fittipaldi     | Ret | 13  | DNQ | Ret  | DNQ | 12  | 17  | 11  | Ret | 19  | Ret | DNS  |     | 10  | 0    |
| —    | Graham Hill           | 10  | 12  | DNQ |      | DNQ |     |     |     |     |     |     |      |     |     | 0    |
| —    | Brett Lunger          |     |     |     |      |     |     |     |     |     |     |     | 13   | 10  | Ret | 0    |
| —    | Torsten Palm          |     |     |     |      | DNQ |     | 10  |     |     |     |     |      |     |     | 0    |
| —    | Arturo Merzario       | NC  | Ret | Ret | Ret  | DNQ | Ret |     |     |     |     |     |      | 11  |     | 0    |
| —    | Guy Tunmer            |     |     | 11  |      |     |     |     |     |     |     |     |      |     |     | 0    |
| —    | Chris Amon            |     |     |     |      |     |     |     |     |     |     |     | 12   | 12  |     | 0    |
| —    | Ian Scheckter         |     |     | Ret |      |     |     | Ret | 12  |     |     |     |      |     |     | 0    |
| —    | Jean-Pierre Jabouille |     |     |     |      |     |     |     |     | 12  |     |     |      |     |     | 0    |
| —    | Jim Crawford          |     |     |     |      |     |     |     |     |     | Ret |     |      | 13  |     | 0    |
| —    | Eddie Keizan          |     |     | 13  |      |     |     |     |     |     |     |     |      |     |     | 0    |
| —    | Dave Charlton         |     |     | 14  |      |     |     |     |     |     |     |     |      |     |     | 0    |
| —    | Damien Magee          |     |     |     |      |     |     | 14  |     |     |     |     |      |     |     | 0    |
| —    | Renzo Zorzi           |     |     |     |      |     |     |     |     |     |     |     |      | 14  |     | 0    |
| —    | Brian Henton          |     |     |     |      |     |     |     |     |     | 16  |     | DNS  |     | NC  | 0    |
| —    | John Nicholson        |     |     |     |      |     |     |     |     |     | 17  |     |      |     |     | 0    |
| —    | Dave Morgan           |     |     |     |      |     |     |     |     |     | 18  |     |      |     |     | 0    |
| —    | Roelof Wunderink      |     |     |     | Ret  | DNQ |     |     |     |     | DNQ |     | NC   | DNQ | Ret | 0    |
| —    | François Migault      |     |     |     | NC   |     | Ret |     |     | DNS |     |     |      |     |     | 0    |
| —    | Mike Wilds            | Ret | Ret |     |      |     |     |     |     |     |     |     |      |     |     | 0    |
| —    | Vern Schuppan         |     |     |     |      |     |     | Ret |     |     |     |     |      |     |     | 0    |
| —    | Ian Ashley            |     |     |     |      |     |     |     |     |     |     | DNS |      |     |     | 0    |
| —    | Jo Vonlanthen         |     |     |     |      |     |     |     |     |     |     |     | Ret  |     |     | 0    |
| —    | Michel Leclère        |     |     |     |      |     |     |     |     |     |     |     |      |     | Ret | 0    |
| —    | Hiroši Fušida         |     |     |     |      |     |     |     | DNS |     | DNQ |     |      |     |     | 0    |
| —    | Tony Trimmer          |     |     |     |      |     |     |     |     |     |     | DNQ | DNQ  | DNQ |     | 0    |
| —    | Nestor García-Veiga   | WD  | WD  |     |      |     |     |     |     |     |     |     |      |     |     |      |
| —    | Dave Walker           |     |     |     |      |     | WD  | WD  |     |     |     |     |      |     |     |      |
| Poř. | Jezdec                | ARG | BRA | RSA | ESP‡ | MON | BEL | SWE | NED | FRA | GBR | GER | AUT‡ | ITA | USA | Body |

| Legenda k tabulce | Legenda k tabulce                                                                       |
| Barva             | Výsledek                                                                                |
| ----------------- | --------------------------------------------------------------------------------------- |
| Zlatá             | Vítěz                                                                                   |
| Stříbrná          | 2. místo                                                                                |
| Bronzová          | 3. místo                                                                                |
| Zelená            | Bodované umístění                                                                       |
| Modrá             | Nebodované umístění                                                                     |
| Modrá             | Dokončil neklasifikován (NC)                                                            |
| Fialová           | Odstoupil (Ret)                                                                         |
| Červená           | Nekvalifikoval se (DNQ)                                                                 |
| Červená           | Nepředkvalifikoval se (DNPQ)                                                            |
| Černá             | Diskvalifikován (DSQ)                                                                   |
| Bílá              | Nestartoval (DNS)                                                                       |
| Bílá              | Závod zrušen (C)                                                                        |
| Světle modrá      | Pouze trénoval (PO)                                                                     |
| Světle modrá      | Páteční testovací jezdec (TD)                                                           |
| Bez barvy         | Netrénoval (DNP)                                                                        |
| Bez barvy         | Vyřazen (EX)                                                                            |
| Bez barvy         | Nepřijel (DNA)                                                                          |
| Bez barvy         | Odvolal účast (WD)                                                                      |
| Bez barvy         | Nezúčastnil se (prázdné)                                                                |
| Označení          | Význam                                                                                  |
| Tučnost           | Pole position                                                                           |
| Kurzíva           | Nejrychlejší kolo                                                                       |
| †                 | Jezdec nedojel do cíle, ale byl klasifikován, protože odjel více než 90 % délky závodu. |
| ‡                 | Byl udělován poloviční počet bodů, protože bylo odjeto méně než 75 % délky závodu.      |
| Horní index       | Umístění bodujících jezdců ve sprintu                                                   |

### Pořadí konstruktérů
| Poř. | Konstruktér     | ARG | BRA | RSA | ESP‡ | MON | BEL | SWE | NED | FRA | GBR | GER | AUT‡ | ITA | USA | Body    |
| ---- | --------------- | --- | --- | --- | ---- | --- | --- | --- | --- | --- | --- | --- | ---- | --- | --- | ------- |
| 1    | Ferrari         | 4   | 4   | 5   | NC   | 1   | 1   | 1   | 2   | 1   | 8   | 3   | 6    | 1   | 1   | 72.5    |
| 2    | Brabham-Ford    | 3   | 1   | 2   | (3)  | 3   | 3   | 2   | 4   | 14  | 2   | 1   | 14   | 4   | Ret | 54 (56) |
| 3    | McLaren-Ford    | 1   | 2   | 6   | 1    | 2   | 7   | 8   | Ret | 3   | 1   | Ret | 4    | 2   | 2   | 53      |
| 4    | Hesketh-Ford    | 2   | 6   | Ret | Ret  | Ret | Ret | 10  | 1   | 2   | 4   | 8   | 2    | 5   | 4   | 33      |
| 5    | Tyrrell-Ford    | 5   | Ret | 1   | Ret  | 5   | 2   | 7   | 9   | 6   | 3   | 9   | 8    | 7   | 6   | 25      |
| 6    | Shadow-Ford     | 12  | Ret | 9   | 4    | Ret | 6   | Ret | 6   | 8   | 14  | 4   | 3    | 6   | NC  | 9.5     |
| 7    | Lotus-Ford      | 8   | 9   | 10  | 2    | 4   | Ret | 9   | 15  | 10  | 16  | Ret | 5    | 13  | 5   | 9       |
| 8    | March-Ford      | 9   | Ret | Ret | 5    | Ret | Ret | Ret | 14  | 18  | 5   | 7   | 1    | Ret | 7   | 7.5     |
| 9    | Williams-Ford   | NC  | 11  | NC  | 7    | DNQ | Ret | 14  | 12  | 11  | Ret | 2   | Ret  | 14  | DNS | 6       |
| 10   | Parnelli-Ford   | Ret | 7   | 17  | Ret  | Ret |     | 4   |     | 5   | 12  | 10  | Ret  | Ret | Ret | 5       |
| 11   | Hill-Ford       |     |     |     | NC   | DNQ | Ret | 6   | 7   | 7   | 10  | 5   | 15   | Ret | Ret | 3       |
| 12   | Penske-Ford     | 7   | Ret | 8   | Ret  | Ret | 11  | 5   | 8   | Ret |     |     |      |     | 9   | 2       |
| 13   | Ensign-Ford     |     |     |     |      | DNQ | WD  | WD  | 10  | 15  | DNQ | 6   | 12   | 12  | Ret | 1       |
| —    | Lola-Ford       | 10  | 12  | 7   |      | DNQ |     |     |     |     |     |     |      |     |     | 0       |
| —    | Surtees-Ford    | DSQ | 10  | Ret | 8    | Ret | 10  | 16  | Ret | 13  | 11  |     | 10   |     |     | 0       |
| —    | BRM             | Ret | Ret | 15  | Ret  | DNQ | 9   | 13  | Ret | 17  | WD  | WD  | Ret  | Ret |     | 0       |
| —    | Fittipaldi-Ford | Ret | 13  | DNQ | Ret  | DNQ | 12  | 17  | 11  | Ret | 19  | Ret | DNS  | 11  | 10  | 0       |
| —    | Lyncar-Ford     |     |     |     |      |     |     |     |     |     | 17  |     |      |     |     | 0       |
| —    | Shadow-Matra    |     |     |     |      |     |     |     |     |     |     |     | Ret  | Ret |     | 0       |
| —    | Maki-Ford       |     |     |     |      |     | WD  | WD  | DNS |     | DNQ | DNQ | DNQ  | DNQ |     | 0       |
| —    | Berta-Ford      | WD  | WD  |     |      |     |     |     |     |     |     |     |      |     |     |         |
| Poř. | Konstruktér     | ARG | BRA | RSA | ESP‡ | MON | BEL | SWE | NED | FRA | GBR | GER | AUT‡ | ITA | USA | Body    |

| Legenda k tabulce | Legenda k tabulce                                                                       |
| Barva             | Výsledek                                                                                |
| ----------------- | --------------------------------------------------------------------------------------- |
| Zlatá             | Vítěz                                                                                   |
| Stříbrná          | 2. místo                                                                                |
| Bronzová          | 3. místo                                                                                |
| Zelená            | Bodované umístění                                                                       |
| Modrá             | Nebodované umístění                                                                     |
| Modrá             | Dokončil neklasifikován (NC)                                                            |
| Fialová           | Odstoupil (Ret)                                                                         |
| Červená           | Nekvalifikoval se (DNQ)                                                                 |
| Červená           | Nepředkvalifikoval se (DNPQ)                                                            |
| Černá             | Diskvalifikován (DSQ)                                                                   |
| Bílá              | Nestartoval (DNS)                                                                       |
| Bílá              | Závod zrušen (C)                                                                        |
| Světle modrá      | Pouze trénoval (PO)                                                                     |
| Světle modrá      | Páteční testovací jezdec (TD)                                                           |
| Bez barvy         | Netrénoval (DNP)                                                                        |
| Bez barvy         | Vyřazen (EX)                                                                            |
| Bez barvy         | Nepřijel (DNA)                                                                          |
| Bez barvy         | Odvolal účast (WD)                                                                      |
| Bez barvy         | Nezúčastnil se (prázdné)                                                                |
| Označení          | Význam                                                                                  |
| Tučnost           | Pole position                                                                           |
| Kurzíva           | Nejrychlejší kolo                                                                       |
| †                 | Jezdec nedojel do cíle, ale byl klasifikován, protože odjel více než 90 % délky závodu. |
| ‡                 | Byl udělován poloviční počet bodů, protože bylo odjeto méně než 75 % délky závodu.      |
| Horní index       | Umístění bodujících jezdců ve sprintu                                                   |

- Tučné výsledky se započítávají do součtů šampionátu.

## Nemistrovské závody
Následující závody byly otevřené pro vozy Formule 1, ale nezapočítávaly se do mistrovství světa jezdců ve Formuli 1 ani do mistrovství světa konstruktérů ve Formuli 1.
| Závod                           | Okruh         | Datum      | Vítěz závodu   | Vítězný konstruktér |
| ------------------------------- | ------------- | ---------- | -------------- | ------------------- |
| X Race of Champions             | Brands Hatch  | 16. březen | Tom Pryce      | Shadow-Cosworth     |
| XXVII BRDC International Trophy | Silverstone   | 13. duben  | Niki Lauda     | Ferrari             |
| XV Grand Prix Švýcarska         | Dijon-Prenois | 24. srpen  | Clay Regazzoni | Ferrari             |

### Jihoafrické mistrovství Formule 1
| Závod                         | Okruh       | Datum        | Vítěz závodu  | Vítězný konstruktér |
| ----------------------------- | ----------- | ------------ | ------------- | ------------------- |
| Cape South Easter Trophy      | Killarney   | 8. únor      | Dave Charlton | McLaren-Cosworth    |
| Goldfields 100                | Goldfields  | 22. březen   | Ian Scheckter | Tyrrell-Cosworth    |
| Natal Mercury 100             | Roy Hesketh | 29. březen   | Ian Scheckter | Tyrrell-Cosworth    |
| Brandkop Winter Trophy        | Brandkop    | 3. květen    | Ian Scheckter | Tyrrell-Cosworth    |
| South African Republic Trophy | Kyalami     | 31. květen   | Ian Scheckter | Tyrrell-Cosworth    |
| False Bay 100                 | Killarney   | 5. červenec  | Guy Tunmer    | Lotus-Cosworth      |
| Rand Winter Trophy            | Kyalami     | 26. červenec | Ian Scheckter | Tyrrell-Cosworth    |
| Natal Spring Trophy           | Roy Hesketh | 1. září      | Dave Charlton | McLaren-Cosworth    |
| Rand Spring Trophy            | Kyalami     | 4. říjen     | Ian Scheckter | Tyrrell-Cosworth    |